# لوتشيانو فان دن بيرغ
لوتشيانو فان دن بيرغ (بالهولندية: Luciano van den Berg)‏ هو لاعب كرة قدم هولندي، ولد في 22 يونيو 1984 في أمستردام في هولندا، وتوفي في 18 سبتمبر 2005 في ألمير في هولندا بسبب حادث مرور. لعب مع المير سيتي.